# Mirbelia speciosa
Mirbelia speciosa es una especie de planta floral del género Mirbelia, familia Fabaceae, orden Fabales.

## Distribución
Se distribuye por Queensland y Nueva Gales del Sur, Australia.

## Taxonomía
Fue descrita por Sieber ex DC. y publicada en Prodromus systematis naturalis regni vegetabilis 2: 115 (1825).